# میل بری (کالیفرنیا)
میل بری (به انگلیسی: Millbrae) شهری در شهرستان سن ماتئو ایالت کالیفرنیا است که در سرشماری سال ۲۰۱۰ میلادی، ۲۱۵۳۲ نفر جمعیت داشته است.